# كلينت ألبرتا
كلينت ألبرتا هو مخرج كندي، ولد في 16 يناير 1970 في إدمونتون في كندا، وتوفي في 25 فبراير 2002 في تورونتو في كندا بسبب سقوط.

## وصلات خارجية
- كلينت ألبرتا على موقع IMDb (الإنجليزية)